# Woyzeck (1979)
Woyzeck ist ein Spielfilm von Werner Herzog, der 1979 veröffentlicht wurde. Herzogs Film ist die bekannteste Verfilmung von Georg Büchners gleichnamigem Dramenfragment. Die Hauptrolle spielt Klaus Kinski.

## Stil
Herzogs Woyzeck hält sich an die literarische Vorlage Büchners, nur einige Nebenfiguren fehlen. Sehr lange Einstellungen in den Szenen, meist Totale fast ohne Gegenschnitte, sollten dabei den Eindruck eines Theaterspiels erwecken. Scharfe Schnitte zwischen den Szenen ohne füllende Übergänge deuten das Fragmentarische von Büchners Stück an.

## Entstehung
Werner Herzog verfilmte den Stoff, den er sehr hoch schätzte („das Beste, was in unserer Sprache geschrieben wurde“), im Sommer 1978. Die Dreharbeiten fanden in Telč und Horní Myslová (Tschechoslowakei) statt, unmittelbar im Anschluss an die Dreharbeiten zu Nosferatu. Mit einem kleinen Budget (ca. 900.000 DM) wurde der Dreh in nur etwas mehr als zwei Wochen erledigt. Für die Hauptrolle war ursprünglich Bruno S. (der bereits in Herzogs Kaspar-Hauser-Verfilmung zu sehen war) vorgesehen, Herzog entschied sich aber kurzfristig für Kinski, dessen Erschöpfung nach Nosferatu er für den Film ausnutzen wollte. Herzog äußerte sich später selbstkritisch über die Besetzung der Hauptrolle. Eines Nachts sei ihm der Blitz der Erleuchtung gekommen, nur Kinski könne die Rolle spielen. Der Fehlschlag sei vorhersehbar gewesen, alle seine Freunde hätten ihn gewarnt.

## Kritik
Die große Nähe zum Original wurde von Kritikern, die eine „zeitgemäßere“ Interpretation erwarteten, abgelehnt. Gemischt wurde auch die Kamera- und Schnittarbeit im Film (s. o.) aufgenommen. Einige Kritiker bemängelten, dass dadurch der Film keine moralische Position, etwa zur Hauptfigur, einnimmt und den Zuschauer auf Distanz lässt. Frühere Aufführungen hätten hier bereits mehr gewagt und geleistet. Andere sahen gerade in dieser Distanz zur Handlung ein bedeutendes Stilmittel.
Die Darbietungen der Hauptdarsteller Klaus Kinski und Eva Mattes fanden Lob und Tadel. An die selbstkritischen Worte des Regisseurs anknüpfend, brachte der Filmkritiker Richard Roud in der Zeitschrift Sight and Sound den Standpunkt der ‚Fehlbesetzung Kinski‘ pointiert zum Ausdruck:

„Nun ist Kinski ein außerordentlicher Schauspieler, aber das einzige was er nicht spielen kann […] ist eine dumpfe Kreatur. […] Kinski mag sich noch soviel Mühe geben wie er will: er kann uns unmöglich davon überzeugen, daß er nicht schlauer, mächtiger und beherrschender ist als alle anderen Figuren des Films.“

Hellmuth Karasek schreibt in seiner Rezension im Spiegel, „die Neuverfilmung des Büchner-Fragments [wirke] wie eine Terminplanabwicklung und nicht wie der Versuch, sich der Lakonik des konzentriertesten deutschen Theaterstücks auszusetzen“. Allerdings lobt er im Gegensatz zu Rouds Kritik die schauspielerische Leistung von Kinski, die „eindrucksvoll und sehenswert“ sei.
Nicht zuletzt wegen der ambivalenten Sicht zur Besetzung wird dieser Film im Allgemeinen nicht so hoch geschätzt wie andere Herzog-Kinski-Filme, etwa Fitzcarraldo oder Aguirre, der Zorn Gottes.

„Exzellente schauspielerische Leistungen können allerdings kaum mit der Enttäuschung darüber versöhnen, daß diese ‚Woyzeck‘-Vision allzu stilisiert und damit auch weithin unfilmisch-blutleer ist.“

## Auszeichnungen
- 1979: Internationale Filmfestspiele von Cannes 1979 – Preis in der Kategorie Beste Nebendarstellerin für Eva Mattes und Nominierung für die Goldene Palme
- 1980: Gilde-Filmpreis in Silber in der Kategorie Deutscher Film